# توني بيرتون
توني بيرتون (بالإنجليزية: Tony Burton) هو ممثل أمريكي بدأ مسيرته الفنية سنة 1957. امتدت مسيرته الفنية لأكثر من 50 عاما.

## الأعمال

### أفلام
- روكي (1976)
- أبطال (1977)
- روكي 2 (1979)
- البريق (1980)
- روكي 3 (1982)
- روكي 4 (1985)
- روكي 5 (1990)
- هوك الانتقام من الكابتن هوك (1991)
- روكي بالبوا (2006)

### مسلسلات
- رجل الستة ملايين دولار (1977)
- الرجل الأخضر الخارق (1979) (بدور: تايلور جورج)
- كوينسي إم إي (1981)
- إن واي بي دي بلو (1996)

## روابط خارجية
- توني بيرتون على موقع IMDb (الإنجليزية)
- توني بيرتون على موقع روتن توميتوز (الإنجليزية)
- توني بيرتون على موقع ألو سيني (الفرنسية)
- توني بيرتون على موقع تيرنر كلاسيك موفيز (الإنجليزية)
- توني بيرتون على موقع أول موفي (الإنجليزية)
- توني بيرتون على موقع قاعدة بيانات الأفلام السويدية (السويدية)
- توني بيرتون على موقع إن إن دي بي (الإنجليزية)
- توني بيرتون على موقع قاعدة بيانات الفيلم (الإنجليزية)
- توني بيرتون على موقع كينوبويسك (الروسية)
- توني بيرتون على موقع بوكس ريك (الإنجليزية) (registration required)